# Brachyglottis huntii
Brachyglottis huntii es una especie de planta con flor en la familia Asteraceae. Es un pequeño árbol endémico de Nueva Zelanda, donde se encuentra en las Islas Chatham.

## Taxonomía
Brachyglottis huntii fue descrita por (F.Muell.) B.Nord. y publicado en Opera Bot. 44: 30 (1978).
Sinonimia
- Senecio huntii F.Muell.[2]